# Supreme Court of Liberia

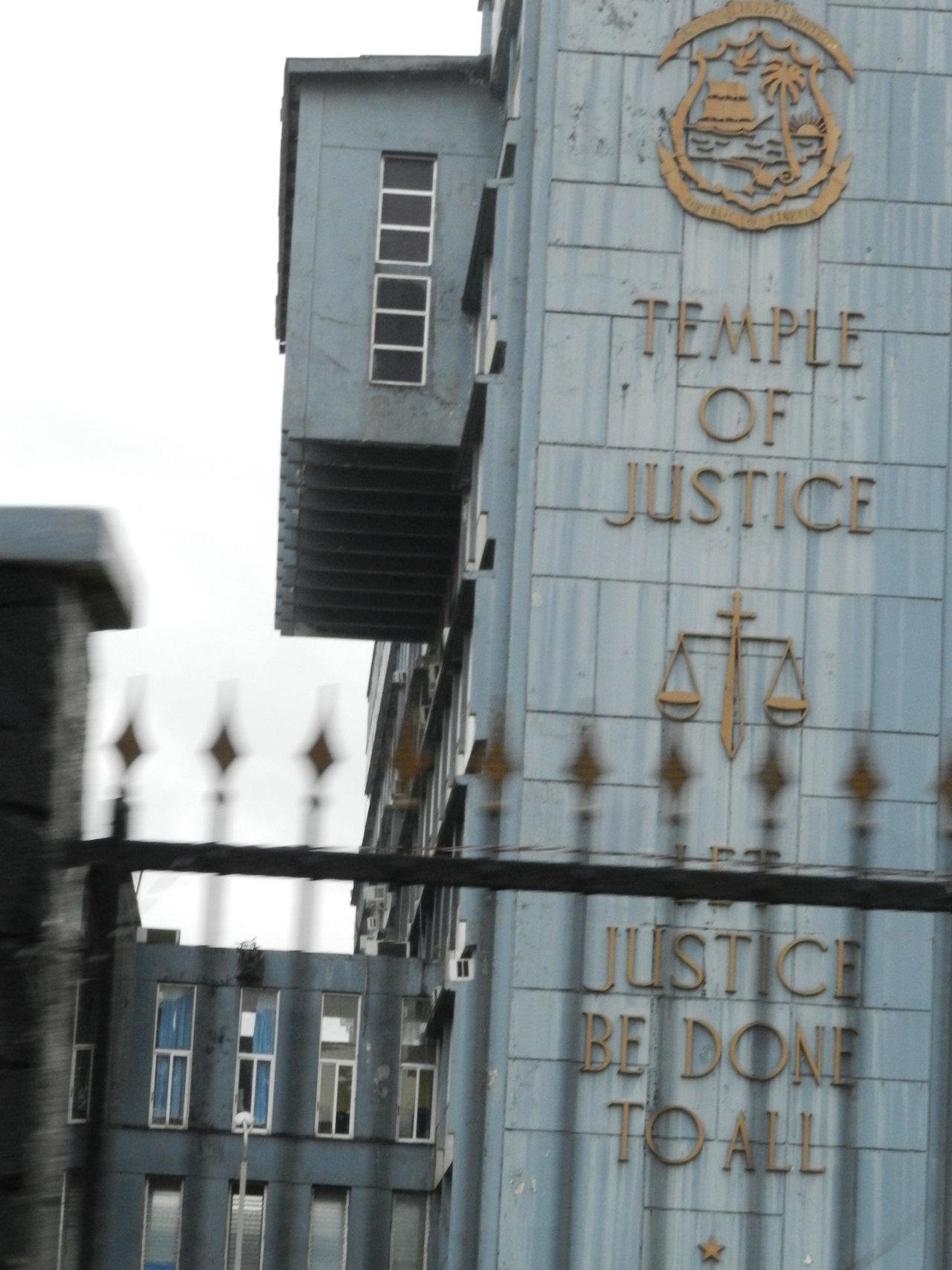
Temple of Justice, Monrovia, 2014

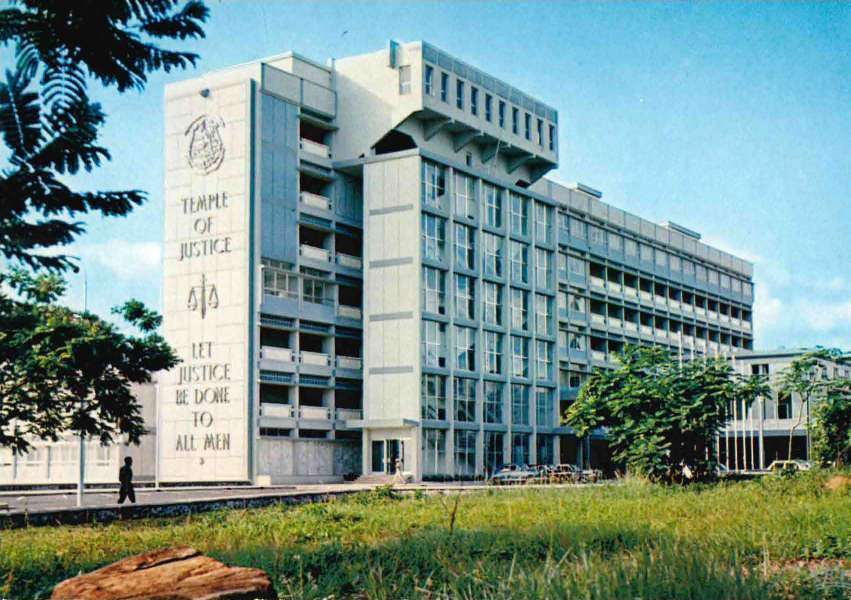
Temple of Justice, Monrovia, 1960er Jahre

Der Supreme Court of Liberia  (deutsch: Oberster Gerichtshof von Liberia) ist das höchste Gericht des westafrikanischen Staates Liberia. Der Sitz des Supreme Court of Liberia befindet sich im „Temple of Justice“ auf dem Capitol Hill in Monrovia.
Das Gericht wurde am 5. Januar 1839 von der American Colonization Society als Gerichtshof für das damalige Kolonialgebiet Liberia autorisiert.
Art. 15. The judicial power of the Commonwealth of Liberia, shall be vested in one Supreme Court, and in such interior Courts as the Governor and Council may from time to time, ordain and establish. The Governor shall be, Ex-officio, Chief Justice of Liberia, and as such shall preside in the supreme court, which shall have only appellate juris diction. The Judges, both of the supreme and interior courts except the chief Justice, shall hold their office during good behaviour.
Das Gericht besteht aus dem Chief Justice of Liberia und vier Associate Justice, die vom Präsidenten ernannt und vom Senat bestätigt werden. Diese Richter dürfen das Lebensalter von 70 Jahren nicht überschritten haben.
Seit 2006 besteht das Richterkollegium aus:
- Johnnie Lewis als Chief Justice
- Francis Korkpor,  Associate Justice
- Kabineh Ja'neh, Associate Justice
- Gladys Johnson, Associate Justice
- Jamesetta Howard Wolokollie, Associate Justice

## Bemerkenswerte Gerichtsprozesse
- Peter Davis gegen die Republik Liberia (1862)
- Juah Wochen Wolo  gegen P.Gbe Wolo - Unterhaltsprozess (1937)[3]